# Regiones de Níger
Níger se subdivide administrativamente en 7 regiones y 1 distrito capital (Niamey). A su vez, cada región está dividida en departamentos, denominándose la capital de cada departamento como el mismo.
| #  | Área      | Capital   | Superficie (km²) | Habs. (2004) | Mapa                   |
| -- | --------- | --------- | ---------------- | ------------ | ---------------------- |
| 1. | Agadez    | Agadez    | 634.209          | 344.916      | Departamentos de Níger |
| 2. | Diffa     | Diffa     | 140.216          | 362.216      | Departamentos de Níger |
| 3. | Dosso     | Dosso     | 31.002           | 1.625.174    | Departamentos de Níger |
| 4. | Maradi    | Maradi    | 38.581           | 2.419.513    | Departamentos de Níger |
| 5. | Niamey*   | Niamey    | 670              | 741.610      | Departamentos de Níger |
| 6. | Tahoua    | Tahoua    | 106.677          | 2.096.547    | Departamentos de Níger |
| 7. | Tillabéri | Tillabéri | 89.623           | 2.041.876    | Departamentos de Níger |
| 8. | Zinder    | Zinder    | 145.430          | 2.224.880    | Departamentos de Níger |

## Estructura administrativa
Las Regiones se subdividen en Departamentos y Comunas. En 2005, había 36 départements, divididos en 265 communes, 122 cantons y 81 groupements (todos ellos por su denominación en francés, lengua administrativa oficial en el país). Las últimas dos categorías cubren todas las áreas no cubiertas por las Urban Communes ("Comunas Urbanas" con una población de más de 10 000 personas) o por las  Rural Communes ("Comunas Rurales" con una población de 13 000), y están gobernadas por su Departamento respectivo, mientras que las Comunas eligen (desde 1999) consejos y alcaldes. Existen subdivisiones semiautónomas entre las que se encuentran los Sultanates, las Provinces y los Tributaries (de tribus). El Gobierno nigerino estima que existen adicionalmente 17.000 aldeas administradas por Rural Communes, mientras que existe un número de Quartiers (barrios) administrados por las Urban Communes.

## Reestructuración
Antes del programa de devolución de 1999-2006, estas Regiones eran Departamentos estilizados. De modo confuso, el siguiente nivel administrativo hacia abajo (los Arrondissements) se renombraron como Departamentos.]